# Неврон
Невронът (на старогръцки: νεῦρον – влакно, нерв), наричан още нервна клетка, е структурна единица на нервната система. Представлява електрически възбудима клетка, която обработва и предава информация посредством електрически и химически сигнали. Състои се от звездовидно тяло, съдържащо клетъчното ядро; множество къси израстъци, наречени дендрити; и един дълъг израстък, наречен аксон.
Дендритите приемат сигналите на другите нервни клетки. Аксонът, който може да бъде дълъг до един метър, предава сигналите към другите неврони. Аксонът може да притежава хиляди разклонения и по този начин предава сигналите в силно разклонена мрежа. Краищата на тези разклонения се намират върху синапсите, чрез които се извършва предаването на сигналите към други нервни клетки, мускулни клетки или клетки на жлезите. Рядко това се извършва по чисто електрически начин, а обикновено става по химически път – чрез използването на невротрансмитери. Някои неврони могат да предават сигнални вещества и в кръвните пътища.
В организма на човека се намират около 86 милиарда нервни клетки и още толкова невроганглиеви клетки. Като структурни и функционални единици те образуват сложни невронни структури.

## История
Концепцията за невроните като основни структурно-функционални единици на нервната система е разработена от испанския анатом Сантяго Рамон-и-Кахал в началото на XX век. Кахал изказва предположение, че невроните са отделни клетки, които комуникират една с друга по специализирани възли. Тази хипотеза става крайъгълен камък на съвременната невробиология. За наблюдаването на структурата на отделните неврони спомага разработеният от Камило Голджи метод за оцветяване на нервната тъкан с помощта на сребърен нитрат. Когато този метод се приложи към невроните, оцветените клетки получават черни очертания при насочена към тях светлина. Невроните се свързват помежду си и с мускулната тъкан чрез синапси.

## Анатомияихистология
Голяма част от невроните са тясно специализирани и се различават по структура. Невроните имат клетъчни израстъци, чрез които приемат и предават сигнали.
- Клетъчното тяло заема централно място в клетката. В него е разположено клетъчното ядро, където се извършва синтезът на повечето белтъци.
- Дендритите представляват клетъчни израстъци. Повечето неврони имат множество дендрити, образуващи гъста мрежа. Съвкупността от дендритите на един неврон има дървовидна структура и според традиционната теория там е разположена главната мрежа за доставяне на информация към неврона. Дендритите обаче могат също да изпращат информация от неврона.
- Аксонът е най-дългият израстък на неврона. Дължината на аксона може да надхвърли десетки хиляди пъти диаметъра на клетъчното тяло. Аксонът извежда нервните импулси от клетъчното тяло, пренасяйки информация до друга клетка. Аксонът провежда нервните импулси еднопосочно, но невронът може да получи информация под формата на белтъци, които се придвижват от синапса до клетъчното ядро. Повечето неврони имат само един аксон, но той се разклонява в много направления и така прави възможна комуникацията с много клетки.
- Синапс е малко пространство между аксона на един неврон (пресинаптичен) и дендрита на друг неврон (постсинаптичен). Синапсът е изолиран от останалото междуклетъчно пространство. Съществуват два вида синапси: електричен (А) и химичен (Б). Електричните синапси са по-бързи, но малко разпространени в живите организми. За разлика от електричните, химичните синапси са широко разпространени и могат да бъдат както стимулиращи, така и потискащи в зависимост от невротрансмитера, отделян от пресинаптичния неврон. По правило един пресинаптичен неврон синтезира един-единствен невротрансмитер (невроните на хипоталамуса са сред малкото изключения). Така всеки химичен синапс работи с един, точно определен невротрансмитер. При пристигане на импулс в синапса промяната в електрохимичното равновесие води до навлизане на калциеви йони в пресинаптичното пространство. Калциевите йони се свързват на свой ред с белтъци от пресинаптичното пространство, които задействат пресинаптичните мехурчета (складирани в пресинаптичното пространство). По този начин невротрансмитерът от вътрешността на пресинаптичното мехурче се освобождава в синаптичното пространство. На свой ред невротрансмитерът от синаптичното пространство се свързва със специфичните за него рецептори от постсинаптичната клетка (неврон или мускулна клетка) и предизвиква изменения в електрохимичното равновесие в постсинапса (постсинаптично стимулиране или постсинаптично потискане). Наслагването на множество постсинаптични стимули може да породи потенциал на действие в постсинаптичната клетка.

### Начин на функциониране
Невронът получава сигнал от разположена преди него във веригата нервна клетка. Това става например чрез освобождаването на невротрансмитери в специалните рецептори в постсинаптичната мембрана на дендритите на неврона. След това въздействието се предава от дендрита на тялото на нервната клетка, а оттам – към основата на аксона. По този начин всяка деполяризация, получена от различните синапси върху нервната клетка, променя потенциала на мембраната на аксона. При надвишаване на определена прагова стойност се поражда импулс (потенциал на действието), разпространяван по аксона към други клетки. По принцип колкото по-близо е един синапс до тялото на неврона, толкова по-силно е влиянието му върху клетката. И обратно: колкото по-голямо е разстоянието, което възбуждането трябва трябва да преодолее, толкова по-слабо е въздействието. Едновременните въздействия се събират.
Когато възбуждането достигне определено прагово ниво, в основата на аксона се поражда т. нар. потенциал на действието – сигнал, който се разпространява по дължината на аксона към други клетки. Сигналът възниква в биомембраната, така наречената аксонна лема, която отделя вътрешната среда на аксона от външната.
Във и извън аксона се намират различни йони. Тяхната концентрация от двете страни на мембраната е различна. Вътрешността на клетката има отрицателен заряд. Поддържането на този потенциал в невъзбудено състояние, както и пораждането на потенциала на действието се извършват с помощта на така наречената калиево-натриева помпа. При възбуждането на аксона се получава активен транспорт на йони през мембраната, промяна на концентрацията им по дължината на аксона до достигането на неговата крайна точка. Предаването се извършва по дължината на аксона чрез така наречените възли на Ранвие, затова скоростта на предаване е много по-голяма, отколкото при аксон без миелинова обвивка. В края на аксона, при следващия синапс спира предаването на електрическия сигнал. Към следващата клетка сигналът се предава по химичен път.
След активиране на нервната клетка и създаване на потенциал на действието, клетката се нуждае от известно време, за да си възстанови потенциала на покой. През това време клетката не може да бъде възбудена. По принцип движението на импулса може да се извършва в двете посоки, но поради времето, нужно за възстановяване, предаването става в една посока. Това може да се извърши до 500 пъти в секунда.
Функционирането на неврона е свързано с неговата способност да приема и предава електрически импулси. Работата на всеки неврон се свежда до описания цикъл: възбуждане след получаване на сигнал; създаване на собствен сигнал при достигане на възбуждането до определен праг; изпращане на създадения сигнал до други клетки; преминаване в спокойно състояние.

## Класификация на невроните
- Според броя на израстъците невроните се делят на следните видове:
  - Униполярни (псевдоуниполярни) неврони. От тялото им излиза един израстък, който се разделя Т-образно на два израстъка. Периферният израстък функционира като дендрит, а централният – като аксон. Такива неврони се намират например в сетивните ганглии на гръбначномозъчните и черепномозъчните нерви и в мезенцефалното ядро на троичния нерв.
  - Биполярни неврони. Имат два израстъка (функциониращи като дендрит и аксон), излизащи от двата полюса на неврона. Такива са нервните клетки в ретината, във вестибуларния и кохлеарния ганглий на слуховоравновесния нерв.
  - Мултиполярни неврони. Те са най-често срещаният вид клетки в нервната система. Притежават няколко дендрита и един аксон. Такива са двигателните неврони в предните рога на гръбначния мозък и в някои ядра на мозъчния ствол, звездовидните неврони, пирамидалните неврони в кората на крайния мозък.
- Според посоката на провеждане невроните биват:
  - аферентни (сетивни) – провеждат сигнали от периферията към центъра;
  - еферентни – провеждат от центъра към периферията. Те са три вида:

  1. Проекционни неврони (Голджи тип I). Имат дълъг аксон. Изпращат информация посредством аксоните си от една до друга област на ЦНС. Моторните неврони са такъв вид неврони, които имат мултиполярна форма и се намират се предимно в предните рога на гръбначния мозък и в моторните ядра на черепно-мозъчните нерви в ствола на главния мозък. Аксонът им образува нервно-мускулни синапси с напречнонабраздените скелетни мускулни клетки.
  2. Следвъзлови вегетативни. Те се делят на:
    1. симпатикови
    2. парасимпатикови. Инервират вътрешните органи, сърдечната мускулна тъкан, кръвоносните съдове, жлезите и др., чрез свободни нервни окончания.

  3. Невросекреторни неврони. Те са мултиполярни и са специалзирани в отделянето на невросекрет. Невросекреторните клетки са единствените, които чрез невровазални окончания отделят секрета си направо в кръвта. За това се разглеждат като ендокринни клетки, а веществата, които отделят— като неврохормони. Най-проучените невросекреторни клетки са в nucleus supraopticus и nucleus paraventricularis в хипоталамуса. Невросекретът се състои от хормоните окситоцин и вазопресин, от транспортния пептид неврофизин и АТФ. Невросекреторните гранули се транспортират по аксоните на невросекреторните неврони посредством аксоналния ток и така достигат до аксоналните им окончания в неврохипофизата. Невросекреторните везикули се натрупват понякога в аксоните като образуват издувания наречени телца на Херинг (Herring).

- Според форма и дендритно дърво:
  - пирамидни – тялото им има пирамидна форма. От върха му излиза върховият или апикалният дендрит, а от основата излизат няколко базални дендрита.
  - звездовидни – дендритите излизат в различни посоки,
  - крушевидни (неврони на Пуркиние)
  - притежаващи дендритни бодила – spiny
  - без дендритни бодила – aspinous
- Според дължина на аксона:
  - дългоаксонни (Голджи I тип неврони). Аксонът излиза извън сивото вещество на ЦНС. Наричани също проекционни неврони.
  - късоаксонни (Голджи II тип неврони) често имат ролята на интерневрони
- Според участието им в рефлексна дъга:
  - сетивни неврони
  - интерневрони („релейни“). Te осъществяват връзката между невроните на една нервна верига. Самото им име показва, че са вметнати между два или повече други неврона. Имат къси аксони и са вид Голджи тип II неврони. Броят на интерневроните е най-голям в кората на крайния мозък и като цяло броят им в човешкия мозък е много по-голям в сравнение с всички останали животни.
  - моторни неврони (мотоневрони)
- Според основа на трансмитера, който отделя съответния неврон:
  - холинергични
  - допаминергични
  - серотонинергични

## Изкуствени невронни мрежи
Изкуствените невронни мрежи са изчислителни структури, построени на биологичен принцип. Те копират елементарните биологични процеси за обработка и съхранение на информацията, които прочитат в невроните на главния мозък. Елементарните преобразуватели на сигналите в изкуствените невронни мрежи са изкуствените неврони.